# 魯吉內什蒂鄉
46°04′N 27°08′E / 46.067°N 27.133°E
魯吉內什蒂鄉（羅馬尼亞語：Comuna Ruginești, Vrancea），是羅馬尼亞的鄉份，位於該國東部，由弗朗恰縣負責管轄，面積91平方公里，海拔高度172米，2002年人口4,497，人口密度每平方公里49人。